# سيمون دنغ
سيمون أبان دنغ هو ناشط سوداني في مجال حقوق الإنسان. يعيش سيمون حاليَا في الولايات المتحدة. اشتَهرَ باعتباره ضحية لاسترقاق الأطفال. تعود أصوله لقبيلة الشلك في جنوب السودان. قضى دنغ عدة سنوات كعبدٍ لدى بعض العائلات الثرية في جنوب السودان.

## السيرة الذاتية
أصبحَ سيمون لاجئ سوداني ثم بات من المستعبدين عندما بلغَ التاسعة. تعود قصة دنغ لرحلة قام بها هو وصديقٌ لها. بمجرد الوصول لموقع الرحلة المُقرَّر قام صديقه بتقديمه «كهدية» إلى جار ثري. نجا سيمون في وقت لاحق من العبودية ثم هاجر إلى الولايات المتحدة كما سافر إلى عددٍ من البلدان وهناك عمل في بعضها كمندوب لدى الأمم المتحدة. ركّز في نشاطه على المدرسة المتوسطة للطلاب وضرورة محاربة الأمية. بشكل عام ركّز سيمون في نشاطه الحقوقي على التعليم ومكافحة الرق. ذكر دنغ في تصريحات له:

لقد كنت عبدا عندما كنت في التاسعة من عمري... داهمت قريتي قوات عربية قادِمة من الخرطوم... حينها شاهدت أصدقاء الطفولة يموتون ونفس الأمر بالنسبة لكبار السن والضعفاء الذين لم يتمكنوا من الهروب فحُرقوا أحياءا في أكواخهم. تم اختطافي وقد قُدمت لعائلة عربية غنية باعتباري «هدية».

عِندما كان عبدا؛ ذكر دنغ أنه شهدَ أفعالا لاإنسانية مثل عقابه لا لسبب بل لكونه لم يرد بصوت عال بما فيه الكفاية. ذكر سيمون كذلك أنه اضطر للجواب بنعم لكل سؤال بما في ذلك الأسئلة حول التعذيب والضرب.

## حرية المشي في السودان
شارك سيمون في عددْ منَ الحركات بما في ذلك حركة حرية المشي في السودان والتي تعملُ على رفع الوعي بحقوق الإنسان.

### الأعمال
- حرية المشي في السودان، نيسان/أبريل 2006، نيويورك، واشنطن العاصمة، الولايات المتحدة الأمريكية[3][4][5]
- حرية المشي في السودان (الجزء الثاني)، كانون الأول/ديسمبر 2006، بروكسل، بلجيكا[6][7]
- حرية المشي في شيكاغو، أيار/مايو 2007، شيكاغو، إلينوي، الولايات المتحدة الأمريكية[8][9]